# Abisko naturvetenskapliga station
Abisko naturvetenskapliga station (ANS) är en forskningsstation belägen omkring 20 mil norr om polcirkeln vid Abisko nationalpark i Kiruna kommun, nordvästra Lappland. Stationen bedriver ekologisk, geologisk, geomorfologisk och meteorologisk forskning i subarktiska miljöer och besöks varje år av 500–600 forskare från hela världen. Här finns unika samlingar av miljödata från drygt 100 års verksamhet och dokumentation i form av fler än 3 000 vetenskapliga publikationer med anknytning till Abiskoområdet.

## Historik
Fältstationen startades 1903 under namnet Vassijaure naturvetenskapliga station, vid nuvarande Katterjåkk, beläget i Kiruna kommun, på initiativ av polarforskaren Fredrik Svenonius. Dess första hemvist var en ingenjörsbyggnad som blivit över efter anläggningen av Malmbanan . Sedan den byggnaden brunnit ner 1910 flyttades verksamheten till Abisko, där den från 1912 fortsatte under namnet Abisko naturvetenskapliga station.
Åren 1936–2010 tillhörde ANS Kungliga Vetenskapsakademien. Från 1 december 2010 bedrivs verksamheten av Polarforskningssekretariatet.

## Verksamhet

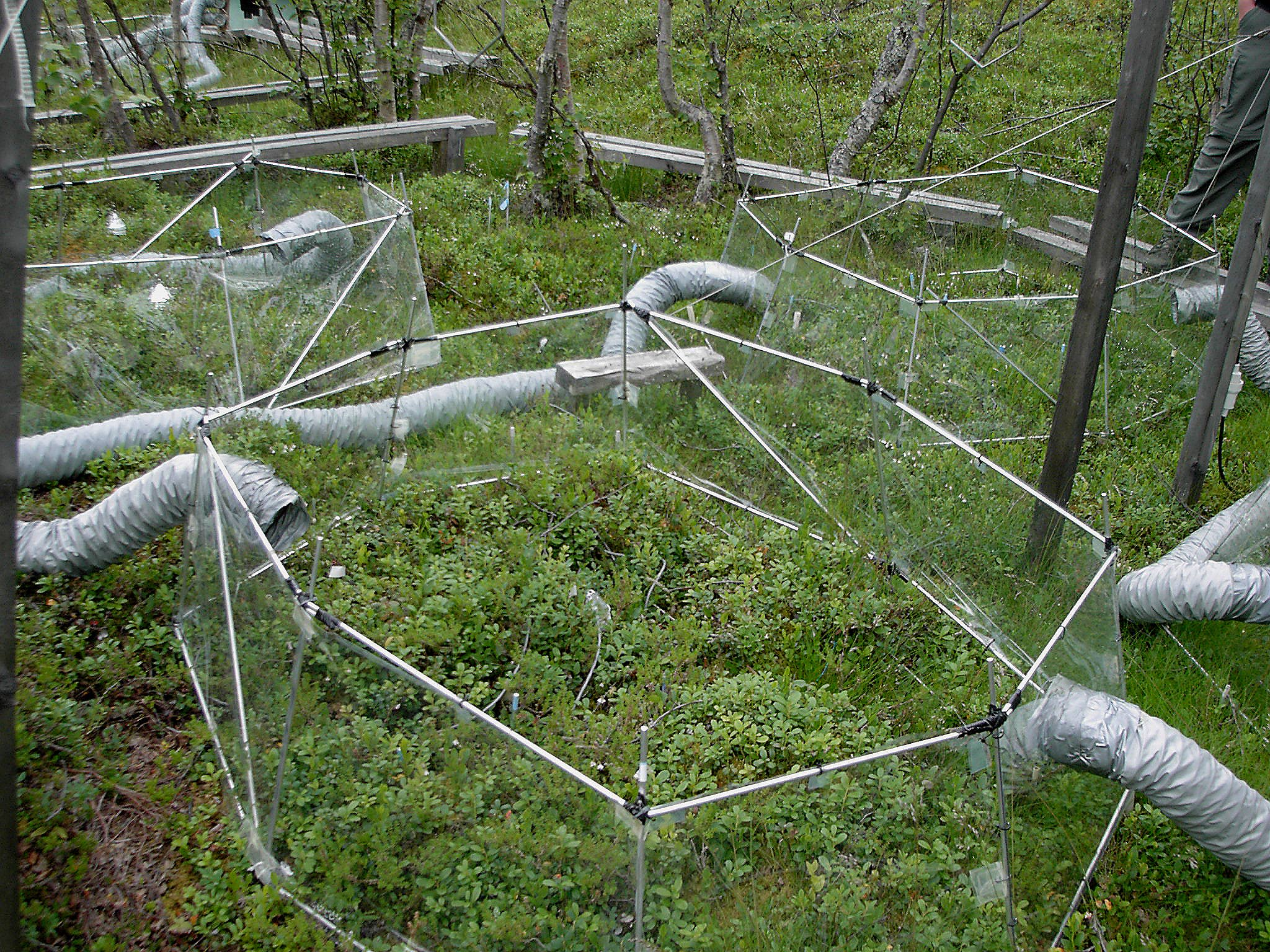
Fältförsök vid Torneträsk.

Syftet med Abisko naturvetenskapliga station är att ge svenska och utländska forskare möjlighet att bedriva vetenskaplig forskning i subarktiska miljöer samt att bedriva forskning och miljöövervakning med den egna personalen. Sedan 1913 har man samlat in data om klimat, snödjup, istjocklek m m. Miljöövervakningen omfattar också hydrologi, vattenkemi, flora och fauna inklusive fenologi, geomagnetism och kolisotopsammansättning i luften.
Sedan 1996 bedriver forskningsinstitutet Climate Impacts Research Centre (CIRC), som tillhör Institutionen för ekologi, miljö och geovetenskap vid Umeå universitet, huvuddelen av sin forskning med stationen som utgångspunkt.
Själva stationen tillhandahåller 18 laboratorier, datarum, bibliotek, studierum, verkstäder, meteorologiskt observatorium, föreläsningssalar och försöksträdgårdar. Det finns plats för 100 gästande forskare samtidigt, för boende med självhushåll. Forskningsstationen används också för utbildning, konferenser och andra vetenskapliga sammankomster.
Abisko naturvetenskapliga station är medlem i det svenska nätverket SITES och i de internationella nätverken ICOS och INTERACT.

## Området
Abisko naturvetenskapliga Station ligger 385 meter över havsytan vid E10 och Malmbanan väster om byn Abisko, vid sjön Torneträsk. Runt stationen ligger det 46 hektar stora Abisko naturvetenskapliga stations naturreservat som bildades 1982 och västerut återfinns den 77 km² stora Abisko nationalpark, som inrättades 1909. Ett annat känt landmärke i Abiskoområdet är Lapporten, som också återfinns i symbolen för Abisko naturvetenskapliga station.
Järnvägsstationen närmast Abisko naturvetenskapliga station är Abisko Östra, beläget i byn Abisko, ej att förväxla med den järnvägshållplats som hör till Abisko turiststation 2 km väster om orten.